# Handball-Europameisterschaft der Frauen 2020
Die 14. Handball-Europameisterschaft der Frauen wurde vom 3. Dezember bis zum 20. Dezember 2020 in Dänemark ausgetragen. Das war die vierte Austragung in diesem Land. Eigentlich sollte Dänemark zusammen mit Norwegen die Europameisterschaft austragen; das Turnier hatte bereits 2010 in diesen beiden Ländern stattgefunden. Allerdings zog sich Norwegen wegen der COVID-19-Pandemie zurück. Veranstalter war die Europäische Handballföderation (EHF).

## Ausrichter
Der 12. Kongress der Europäischen Handballföderation (EHF) vergab die Veranstaltung während seiner Sitzung am 20. September 2014 in Dublin an den dänischen und norwegischen Handballverband.  Im September 2020 gaben der EHF sowie die nationalen Handballverbände aus Dänemark und Norwegen bekannt, dass die Europameisterschaft, trotz der COVID-19-Pandemie, wie geplant im Dezember des Jahres stattfinden soll. Am 16. November teilte der norwegische Handballverband jedoch mit, dass aufgrund der gründlichen Einschätzung der Gesundheitsbehörde, sowie durch klare Forderungen und Wünsche der politischen Behörden, die Organisation nicht mehr durchgeführt werden und die Europameisterschaft deshalb in Norwegen nicht mehr stattfinden kann. Am 23. November gab die dänische Regierung dem dänischen Handballverband ihre Zustimmung zur Europameisterschaft, die damit von der dänischen Handballföderation (DHF) alleine durchgeführt wird.

## Austragungsorte
Als Austragungsorte der Veranstaltung wurden folgende Hallen genutzt:
| Herning                                               | Kolding                                           |
| Jyske Bank Boxen 14.000 Plätze, maximal 500 Zuschauer | Sydbank Arena 5.200 Plätze, maximal 500 Zuschauer |
|                                                       |                                                   |

Aufgrund der COVID-19-Pandemie hat der norwegische Handballverband (NHF) am 9. September bekanntgegeben, dass alle Spiele in Norwegen nur im Trondheim Spektrum vor maximal 200 Zuschauer stattfinden sollten. Die Spielorte Stavanger und Oslo wurden gestrichen. Gegenwärtig erlauben die COVID-19-Richtlinien in Dänemark 500 Zuschauer in den Hallen. Die dänische Regierung hat am 6. November einen Teil-Lockdown in den Regionen Nordjylland und dem EM-Spielort Frederikshavn bis zum 3. Dezember angeordnet. Davon ist auch die Arena Nord in Frederikshavn betroffen, die während des Teil-Lockdowns geschlossen bleiben muss. Daher hat der dänische Handballverband (DHF) bei der EHF einen Antrag auf Spielortwechsel eingereicht. Die EHF hat mit dem dänischen Handballverband in enger Abstand noch am selben Tag entschieden, dass die Arena Jyske Bank Boxen in Herning die Gruppe B mit übernehmen wird und damit als Ersatzspielort bereitgestellt wurde. Am 16. November zog sich der norwegische Handballverband als Ausrichter zurück. Nach intensiven Rücksprachen konnte man die Sydbank Arena in Kolding als weiteren Austragungsort dazugewinnen. In dieser Halle fanden die Spiele der Vorrundengruppe C und D statt. Außerdem wurde die Hauptrundengruppe II dort ausgetragen. Die Vorrundengruppe A und B sowie die Finalspiele fanden in der Spielstätte Jyske Bank Boxen in Hering statt.

## Qualifikation
Die Qualifikation sollte in 2 Runden stattfinden. Dabei waren schon mit Dänemark und Norwegen 2 Teilnahme-Plätze vergeben worden. Daher war für die 1. Qualifikationsrunde nur eine Gruppe nötig gewesen. Gruppensieger Griechenland hatte sich dabei gegen die Frauen-Nationalmannschaften aus Israel, Luxemburg und Finnland durchgesetzt und war so in die 2. Qualifikationsrunde gekommen. In der zweiten Runde sollten die 14 teilnahmeberechtigten Mannschaften aus den 28 Mannschaften in 7 Vierergruppen ermittelt werden. Die 2 Gruppenbesten sollten sich für die Teilnahme qualifizieren. Doch die 2. Qualifikationsrunde wurde nach der 2. Spielrunde wegen der COVID-19-Pandemie von der EHF zuerst unterbrochen und schließlich am 24. April abgebrochen. Die EHF verteilte anschließend die restlichen Plätze an die weiteren 14 besten Mannschaften der letzten Handball-Europameisterschaft der Frauen gemäß Ranking. Da Norwegen die letzte EM als Fünfter und Dänemark als Achter beendet hatte, rückten Tschechien als 15. und Kroatien als 16. nach.

## Teilnehmer
16 Mannschaften nahmen an dem Wettbewerb der europäischen Nationalmannschaften teil.
| Land        | Qualifiziert als           | Datum der Qualifikation | Teilnahmeanzahl | Bisherige Teilnahmen (fett = Europameister in dem jeweiligen Jahr)           |
| ----------- | -------------------------- | ----------------------- | --------------- | ---------------------------------------------------------------------------- |
| Dänemark    | Gastgeber                  | 20. September 2014      | 13              | 1994, 1996, 1998, 2000, 2002, 2004, 2006, 2008, 2010, 2012, 2014, 2016, 2018 |
| Norwegen    | Gastgeber                  | 20. September 2014      | 13              | 1994, 1996, 1998, 2000, 2002, 2004, 2006, 2008, 2010, 2012, 2014, 2016, 2018 |
| Frankreich  | Sieger Handball-EM 2018    | 24. April 2020          | 10              | 2000, 2002, 2004, 2006, 2008, 2010, 2012, 2014, 2016, 2018                   |
| Russland    | 2. Platz Handball-EM 2018  | 24. April 2020          | 13              | 1994, 1996, 1998, 2000, 2002, 2004, 2006, 2008, 2010, 2012, 2014, 2016, 2018 |
| Niederlande | 3. Platz Handball-EM 2018  | 24. April 2020          | 7               | 1998, 2002, 2006, 2010, 2014, 2016, 2018                                     |
| Rumänien    | 4. Platz Handball-EM 2018  | 24. April 2020          | 12              | 1994, 1996, 1998, 2000, 2002, 2004, 2008, 2010, 2012, 2014, 2016, 2018       |
| Schweden    | 6. Platz Handball-EM 2018  | 24. April 2020          | 11              | 1994, 1996, 2002, 2004, 2006, 2008, 2010, 2012, 2014, 2016, 2018             |
| Ungarn      | 7. Platz Handball-EM 2018  | 24. April 2020          | 13              | 1994, 1996, 1998, 2000, 2002, 2004, 2006, 2008, 2010, 2012, 2014, 2016, 2018 |
| Montenegro  | 9. Platz Handball-EM 2018  | 24. April 2020          | 5               | 2010, 2012, 2014, 2016, 2018                                                 |
| Deutschland | 10. Platz Handball-EM 2018 | 24. April 2020          | 13              | 1994, 1996, 1998, 2000, 2002, 2004, 2006, 2008, 2010, 2012, 2014, 2016, 2018 |
| Serbien     | 11. Platz Handball-EM 2018 | 24. April 2020          | 10              | 2000, 2002, 2004, 2006, 2008, 2010, 2012, 2014, 2016, 2018                   |
| Spanien     | 12. Platz Handball-EM 2018 | 24. April 2020          | 10              | 1998, 2002, 2004, 2006, 2008, 2010, 2012, 2014, 2016, 2018                   |
| Slowenien   | 13. Platz Handball-EM 2018 | 24. April 2020          | 6               | 2002, 2004, 2006, 2010, 2016, 2018                                           |
| Polen       | 14. Platz Handball-EM 2018 | 24. April 2020          | 6               | 1996, 1998, 2006, 2014, 2016, 2018                                           |
| Tschechien  | 15. Platz Handball-EM 2018 | 24. April 2020          | 6               | 1994, 2002, 2004, 2012, 2016, 2018                                           |
| Kroatien    | 16. Platz Handball-EM 2018 | 24. April 2020          | 10              | 1994, 1996, 2004, 2006, 2008, 2010, 2012, 2014, 2016, 2018                   |

## Gruppenauslosung
Die Auslosung fand am 18. Juni 2020 in Wien statt. Dabei wurden im Voraus die Nationalmannschaften je nach Abschneiden bei der letzten EM in unterschiedliche Lostöpfe zugeteilt.
| Gruppetopf 1 | Gruppetopf 2 | Gruppetopf 3 | Gruppetopf 4 |
| ------------ | ------------ | ------------ | ------------ |
| Frankreich   | Norwegen     | Montenegro   | Slowenien    |
| Russland     | Schweden     | Deutschland  | Polen        |
| Niederlande  | Ungarn       | Serbien      | Tschechien   |
| Rumänien     | Dänemark     | Spanien      | Kroatien     |

Die Auslosung wurde durch den EHF-Präsidenten Michael Wiederer und den Generalsekretär Martin Hausleitner durchgeführt.
| Gruppe A Herning   | Gruppe B Herning   | Gruppe C Kolding      | Gruppe D Kolding   |
| ------------------ | ------------------ | --------------------- | ------------------ |
| Frankreich         | Russland           | Niederlande (gesetzt) | Rumänien           |
| Dänemark (gesetzt) | Schweden (gesetzt) | Ungarn                | Norwegen (gesetzt) |
| Montenegro         | Spanien            | Serbien               | Deutschland        |
| Slowenien          | Tschechien         | Kroatien              | Polen              |

## Vorrunde
| Farbe | Bedeutung                              |
| ----- | -------------------------------------- |
|       | Qualifikationsplatz für die Hauptrunde |
|       | Platz der ausscheidenden Nation        |

### Gruppe A
| Pl. | Land       | Sp. | S | U | N | Tore    | Diff. | Punkte |
| --- | ---------- | --- | - | - | - | ------- | ----- | ------ |
| 1.  | Frankreich | 3   | 3 | 0 | 0 | 074:600 | +14   | 6      |
| 2.  | Dänemark   | 3   | 2 | 0 | 1 | 078:650 | +13   | 4      |
| 3.  | Montenegro | 3   | 1 | 0 | 2 | 068:770 | −9    | 2      |
| 4.  | Slowenien  | 3   | 0 | 0 | 3 | 065:830 | −18   | 0      |

| 4. Dezember 2020 18:15 Uhr | Frankreich                                             | 24:23                          | Montenegro                              | Jyske Bank Boxen, Herning Schiedsrichter: V. Sá / M. Sá |
| 4. Dezember 2020 18:15 Uhr | meiste Tore: Valentini, Kouyaté, Niakaté, Flippes je 3 | (11:12)                        | meiste Tore: Radičević, Mehmedović je 5 | Jyske Bank Boxen, Herning Schiedsrichter: V. Sá / M. Sá |
| 4. Dezember 2020 18:15 Uhr | Strafen: 1×                                            | Spielbericht \| Spielstatistik | Strafen: 6×                             | Jyske Bank Boxen, Herning Schiedsrichter: V. Sá / M. Sá |

| 4. Dezember 2020 20:30 Uhr | Dänemark              | 30:23                          | Slowenien                          | Jyske Bank Boxen, Herning Schiedsrichter: Antić / Jakovljević |
| 4. Dezember 2020 20:30 Uhr | meiste Tore: Nolsøe 6 | (14:12)                        | meiste Tore: Ljepoja, Lazović je 5 | Jyske Bank Boxen, Herning Schiedsrichter: Antić / Jakovljević |
| 4. Dezember 2020 20:30 Uhr | Strafen: 1× 5×        | Spielbericht \| Spielstatistik | Strafen: 2× 5×                     | Jyske Bank Boxen, Herning Schiedsrichter: Antić / Jakovljević |

| 6. Dezember 2020 18:15 Uhr | Slowenien                       | 17:27                          | Frankreich                             | Jyske Bank Boxen, Herning Schiedsrichter: Christidi / Papamattheou |
| 6. Dezember 2020 18:15 Uhr | meiste Tore: Gros, Lazović je 4 | (6:12)                         | meiste Tore: Nze Minko, Lacrabère je 7 | Jyske Bank Boxen, Herning Schiedsrichter: Christidi / Papamattheou |
| 6. Dezember 2020 18:15 Uhr | Strafen: 5×                     | Spielbericht \| Spielstatistik | Strafen: 1× 8×                         | Jyske Bank Boxen, Herning Schiedsrichter: Christidi / Papamattheou |

| 6. Dezember 2020 20:30 Uhr | Montenegro                             | 19:28                          | Dänemark                                  | Jyske Bank Boxen, Herning Schiedsrichter: Năstase / Stancu |
| 6. Dezember 2020 20:30 Uhr | meiste Tore: Radičević, Ramusović je 4 | (11:13)                        | meiste Tore: Nolsøe, Rej, Østergaard je 4 | Jyske Bank Boxen, Herning Schiedsrichter: Năstase / Stancu |
| 6. Dezember 2020 20:30 Uhr | Strafen: 1×                            | Spielbericht \| Spielstatistik | Strafen: 2×                               | Jyske Bank Boxen, Herning Schiedsrichter: Năstase / Stancu |

| 8. Dezember 2020 18:15 Uhr | Montenegro               | 26:25                          | Slowenien           | Jyske Bank Boxen, Herning Schiedsrichter: V. Sá / M. Sá |
| 8. Dezember 2020 18:15 Uhr | meiste Tore: Radičević 9 | (15:9)                         | meiste Tore: Gros 7 | Jyske Bank Boxen, Herning Schiedsrichter: V. Sá / M. Sá |
| 8. Dezember 2020 18:15 Uhr | Strafen: 2×              | Spielbericht \| Spielstatistik | Strafen: 2×         | Jyske Bank Boxen, Herning Schiedsrichter: V. Sá / M. Sá |

| 8. Dezember 2020 20:30 Uhr | Frankreich                     | 23:20                          | Dänemark                                 | Jyske Bank Boxen, Herning Schiedsrichter: Năstase / Stancu |
| 8. Dezember 2020 20:30 Uhr | meiste Tore: Zaadi, Kanor je 5 | (12:11)                        | meiste Tore: Hansen, Jørgensen, Rej je 4 | Jyske Bank Boxen, Herning Schiedsrichter: Năstase / Stancu |
| 8. Dezember 2020 20:30 Uhr | Strafen: 1× 4×                 | Spielbericht \| Spielstatistik | Strafen: 1× 2×                           | Jyske Bank Boxen, Herning Schiedsrichter: Năstase / Stancu |

### Gruppe B
| Pl. | Land       | Sp. | S | U | N | Tore    | Diff. | Punkte |
| --- | ---------- | --- | - | - | - | ------- | ----- | ------ |
| 1.  | Russland   | 3   | 3 | 0 | 0 | 085:700 | +15   | 6      |
| 2.  | Schweden   | 3   | 1 | 1 | 1 | 076:760 | ±0    | 3      |
| 3.  | Spanien    | 3   | 1 | 1 | 1 | 072:780 | −6    | 3      |
| 4.  | Tschechien | 3   | 0 | 0 | 3 | 069:780 | −9    | 0      |

| 3. Dezember 2020 18:15 Uhr | Russland                                                                  | 31:22                          | Spanien                                   | Jyske Bank Boxen, Herning Schiedsrichter: Năstase / Stancu |
| 3. Dezember 2020 18:15 Uhr | meiste Tore: Dmitrijewa, Bobrownikowa, Skorobogattschenko, Koschokar je 4 | (13:11)                        | meiste Tore: Martín, Gutiérrez, Pena je 4 | Jyske Bank Boxen, Herning Schiedsrichter: Năstase / Stancu |
| 3. Dezember 2020 18:15 Uhr | Strafen: 2× 3×                                                            | Spielbericht \| Spielstatistik | Strafen: 1× 6×                            | Jyske Bank Boxen, Herning Schiedsrichter: Năstase / Stancu |

| 3. Dezember 2020 20:30 Uhr | Schweden             | 27:23                          | Tschechien               | Jyske Bank Boxen, Herning Schiedsrichter: Antić / Jakovlvević |
| 3. Dezember 2020 20:30 Uhr | meiste Tore: Blohm 5 | (13:13)                        | meiste Tore: Jeřábková 8 | Jyske Bank Boxen, Herning Schiedsrichter: Antić / Jakovlvević |
| 3. Dezember 2020 20:30 Uhr | Strafen: 1× 7×       | Spielbericht \| Spielstatistik | Strafen: 4×              | Jyske Bank Boxen, Herning Schiedsrichter: Antić / Jakovlvević |

| 5. Dezember 2020 18:15 Uhr | Tschechien               | 22:24                          | Russland                                                        | Jyske Bank Boxen, Herning Schiedsrichter: V. Sá / M. Sá |
| 5. Dezember 2020 18:15 Uhr | meiste Tore: Jeřábková 6 | (13:15)                        | meiste Tore: Dmitrijewa, Wedjochina, Samochina, Managarowa je 3 | Jyske Bank Boxen, Herning Schiedsrichter: V. Sá / M. Sá |
| 5. Dezember 2020 18:15 Uhr | Strafen: 2× 3×           | Spielbericht \| Spielstatistik | Strafen: 1× 3×                                                  | Jyske Bank Boxen, Herning Schiedsrichter: V. Sá / M. Sá |

| 5. Dezember 2020 20:30 Uhr | Spanien             | 23:23                          | Schweden              | Jyske Bank Boxen, Herning Schiedsrichter: Năstase / Stancu |
| 5. Dezember 2020 20:30 Uhr | meiste Tore: Pena 6 | (13:10)                        | meiste Tore: Petrén 8 | Jyske Bank Boxen, Herning Schiedsrichter: Năstase / Stancu |
| 5. Dezember 2020 20:30 Uhr | Strafen: 2× 4× 1×   | Spielbericht \| Spielstatistik | Strafen: 1× 5×        | Jyske Bank Boxen, Herning Schiedsrichter: Năstase / Stancu |

| 7. Dezember 2020 18:15 Uhr | Spanien                | 27:24                          | Tschechien               | Jyske Bank Boxen, Herning Schiedsrichter: Antić / Jakovljević |
| 7. Dezember 2020 18:15 Uhr | meiste Tore: Martín 12 | (11:16)                        | meiste Tore: Jeřábková 8 | Jyske Bank Boxen, Herning Schiedsrichter: Antić / Jakovljević |
| 7. Dezember 2020 18:15 Uhr | Strafen: 1× 4×         | Spielbericht \| Spielstatistik | Strafen: 2× 3×           | Jyske Bank Boxen, Herning Schiedsrichter: Antić / Jakovljević |

| 7. Dezember 2020 20:30 Uhr | Russland                  | 30:26                          | Schweden                       | Jyske Bank Boxen, Herning Schiedsrichter: Christidi / Papamattheou |
| 7. Dezember 2020 20:30 Uhr | meiste Tore: Dmitrijewa 6 | (15:13)                        | meiste Tore: Thorleifsdóttir 6 | Jyske Bank Boxen, Herning Schiedsrichter: Christidi / Papamattheou |
| 7. Dezember 2020 20:30 Uhr | Strafen: 4×               | Spielbericht \| Spielstatistik | Strafen: 4× 1×                 | Jyske Bank Boxen, Herning Schiedsrichter: Christidi / Papamattheou |

### Gruppe C
| Pl. | Land        | Sp. | S | U | N | Tore    | Diff. | Punkte |
| --- | ----------- | --- | - | - | - | ------- | ----- | ------ |
| 1.  | Kroatien    | 3   | 3 | 0 | 0 | 076:710 | +5    | 6      |
| 2.  | Ungarn      | 3   | 1 | 0 | 2 | 084:780 | +6    | 2      |
| 3.  | Niederlande | 3   | 1 | 0 | 2 | 078:800 | −2    | 2      |
| 4.  | Serbien     | 3   | 1 | 0 | 2 | 079:880 | −9    | 2      |

| 4. Dezember 2020 18:15 Uhr | Ungarn                 | 22:24                          | Kroatien                 | Sydbank Arena, Kolding Schiedsrichter: Mitrović / Kažanegra |
| 4. Dezember 2020 18:15 Uhr | meiste Tore: Klujber 9 | (12:12)                        | meiste Tore: Mičijević 4 | Sydbank Arena, Kolding Schiedsrichter: Mitrović / Kažanegra |
| 4. Dezember 2020 18:15 Uhr | Strafen: 1× 6×         | Spielbericht \| Spielstatistik | Strafen: 3×              | Sydbank Arena, Kolding Schiedsrichter: Mitrović / Kažanegra |

| 5. Dezember 2020 20:30 Uhr | Niederlande            | 25:29                          | Serbien                      | Sydbank Arena, Kolding Schiedsrichter: Alpaidse / Bereskina |
| 5. Dezember 2020 20:30 Uhr | meiste Tore: Snelder 5 | (15:9)                         | meiste Tore: Krpež Šlezak 10 | Sydbank Arena, Kolding Schiedsrichter: Alpaidse / Bereskina |
| 5. Dezember 2020 20:30 Uhr | Strafen: 1× 4×         | Spielbericht \| Spielstatistik | Strafen: 1×                  | Sydbank Arena, Kolding Schiedsrichter: Alpaidse / Bereskina |

| 6. Dezember 2020 16:00 Uhr | Serbien                      | 26:38                          | Ungarn                          | Sydbank Arena, Kolding Schiedsrichter: C. Bonaventura / J. Bonaventura |
| 6. Dezember 2020 16:00 Uhr | meiste Tore: Radosavljević 5 | (11:20)                        | meiste Tore: Szöllősi-Zácsik 10 | Sydbank Arena, Kolding Schiedsrichter: C. Bonaventura / J. Bonaventura |
| 6. Dezember 2020 16:00 Uhr | Strafen: 3×                  | Spielbericht \| Spielstatistik | Strafen: 1×                     | Sydbank Arena, Kolding Schiedsrichter: C. Bonaventura / J. Bonaventura |

| 6. Dezember 2020 18:15 Uhr | Kroatien                 | 27:25                          | Niederlande                       | Sydbank Arena, Kolding Schiedsrichter: Christiansen / Hansen |
| 6. Dezember 2020 18:15 Uhr | meiste Tore: L. Kalaus 9 | (13:14)                        | meiste Tore: Abbingh, Dulfer je 5 | Sydbank Arena, Kolding Schiedsrichter: Christiansen / Hansen |
| 6. Dezember 2020 18:15 Uhr | Strafen: 1× 4×           | Spielbericht \| Spielstatistik | Strafen: 3× 4×                    | Sydbank Arena, Kolding Schiedsrichter: Christiansen / Hansen |

| 8. Dezember 2020 18:15 Uhr | Serbien                     | 24:25                         | Kroatien              | Sydbank Arena, Kolding Schiedsrichter: Christiansen / Hansen |
| 8. Dezember 2020 18:15 Uhr | meiste Tore: Krpež Šlezak 5 | (14:14)                       | meiste Tore: Krsnik 6 | Sydbank Arena, Kolding Schiedsrichter: Christiansen / Hansen |
| 8. Dezember 2020 18:15 Uhr | Strafen: 1× 3×              | Spielbericht \|Spielstatistik | Strafen: 1× 4× 1×     | Sydbank Arena, Kolding Schiedsrichter: Christiansen / Hansen |

| 8. Dezember 2020 20:30 Uhr | Niederlande           | 28:24                          | Ungarn                                              | Sydbank Arena, Kolding Schiedsrichter: C. Bonaventura / J. Bonaventura |
| 8. Dezember 2020 20:30 Uhr | meiste Tore: Dulfer 8 | (13:15)                        | meiste Tore: Szöllősi-Zácsik, Kovacsics, Háfra je 4 | Sydbank Arena, Kolding Schiedsrichter: C. Bonaventura / J. Bonaventura |
| 8. Dezember 2020 20:30 Uhr | Strafen: 1× 2×        | Spielbericht \| Spielstatistik | Strafen: 1×                                         | Sydbank Arena, Kolding Schiedsrichter: C. Bonaventura / J. Bonaventura |

### Gruppe D
| Pl. | Land        | Sp. | S | U | N | Tore     | Diff. | Punkte |
| --- | ----------- | --- | - | - | - | -------- | ----- | ------ |
| 1.  | Norwegen    | 3   | 3 | 0 | 0 | 0105:650 | +40   | 6      |
| 2.  | Deutschland | 3   | 1 | 1 | 1 | 066:820  | −16   | 3      |
| 3.  | Rumänien    | 3   | 1 | 0 | 2 | 067:740  | −7    | 2      |
| 4.  | Polen       | 3   | 0 | 1 | 2 | 067:840  | −17   | 1      |

| 3. Dezember 2020 18:00 Uhr | Rumänien             | 19:22                          | Deutschland                                     | Sydbank Arena, Kolding Schiedsrichter: C. Bonaventura / J. Bonaventura |
| 3. Dezember 2020 18:00 Uhr | meiste Tore: Neagu 4 | (10:13)                        | meiste Tore: Naidzinavicius, Bölk, Maidhof je 4 | Sydbank Arena, Kolding Schiedsrichter: C. Bonaventura / J. Bonaventura |
| 3. Dezember 2020 18:00 Uhr | Strafen: 1× 6×       | Spielbericht \| Spielstatistik | Strafen: 1× 2×                                  | Sydbank Arena, Kolding Schiedsrichter: C. Bonaventura / J. Bonaventura |

| 3. Dezember 2020 20:30 Uhr | Norwegen                        | 35:22                          | Polen               | Sydbank Arena, Kolding Schiedsrichter: Christidi / Papamattheou |
| 3. Dezember 2020 20:30 Uhr | meiste Tore: Reistad, Mørk je 6 | (17:13)                        | meiste Tore: Gęga 6 | Sydbank Arena, Kolding Schiedsrichter: Christidi / Papamattheou |
| 3. Dezember 2020 20:30 Uhr | Strafen: 6×                     | Spielbericht \| Spielstatistik | Strafen: 3× 6×      | Sydbank Arena, Kolding Schiedsrichter: Christidi / Papamattheou |

| 5. Dezember 2020 16:00 Uhr | Polen                 | 24:28                          | Rumänien             | Sydbank Arena, Kolding Schiedsrichter: Christiansen / Hansen |
| 5. Dezember 2020 16:00 Uhr | meiste Tore: Rosiak 7 | (15:11)                        | meiste Tore: Neagu 8 | Sydbank Arena, Kolding Schiedsrichter: Christiansen / Hansen |
| 5. Dezember 2020 16:00 Uhr | Strafen: 1× 3×        | Spielbericht \| Spielstatistik | Strafen: 2×          | Sydbank Arena, Kolding Schiedsrichter: Christiansen / Hansen |

| 5. Dezember 2020 18:15 Uhr | Deutschland                | 23:42                          | Norwegen             | Sydbank Arena, Kolding Schiedsrichter: Mitrović / Kažanegra |
| 5. Dezember 2020 18:15 Uhr | meiste Tore: Smits, Bölk 4 | (14:22)                        | meiste Tore: Mørk 12 | Sydbank Arena, Kolding Schiedsrichter: Mitrović / Kažanegra |
| 5. Dezember 2020 18:15 Uhr | Strafen: 5×                | Spielbericht \| Spielstatistik | Strafen: 1× 3×       | Sydbank Arena, Kolding Schiedsrichter: Mitrović / Kažanegra |

| 7. Dezember 2020 18:15 Uhr | Deutschland         | 21:21                          | Polen                 | Sydbank Arena, Kolding Schiedsrichter: Alpaidse / Bereskina |
| 7. Dezember 2020 18:15 Uhr | meiste Tore: Zapf 4 | (9:8)                          | meiste Tore: Rosiak 4 | Sydbank Arena, Kolding Schiedsrichter: Alpaidse / Bereskina |
| 7. Dezember 2020 18:15 Uhr | Strafen: 1× 6×      | Spielbericht \| Spielstatistik | Strafen: 1× 3×        | Sydbank Arena, Kolding Schiedsrichter: Alpaidse / Bereskina |

| 7. Dezember 2020 20:30 Uhr | Rumänien              | 20:28                          | Norwegen              | Sydbank Arena, Kolding Schiedsrichter: Mitrović / Kažanegra |
| 7. Dezember 2020 20:30 Uhr | meiste Tore: Ostase 6 | (13:13)                        | meiste Tore: Herrem 6 | Sydbank Arena, Kolding Schiedsrichter: Mitrović / Kažanegra |
| 7. Dezember 2020 20:30 Uhr | Strafen: 3×           | Spielbericht \| Spielstatistik | Strafen: 2×           | Sydbank Arena, Kolding Schiedsrichter: Mitrović / Kažanegra |

## Hauptrunde
| Farbe | Bedeutung                                           |
| ----- | --------------------------------------------------- |
|       | Tabellenplatz qualifiziert für das Halbfinale       |
|       | Tabellenplatz qualifiziert für das Spiel um Platz 5 |
|       | Mannschaft ist ausgeschieden                        |

### Gruppe I
| Pl. | Land       | Sp. | S | U | N | Tore      | Diff. | Punkte |
| --- | ---------- | --- | - | - | - | --------- | ----- | ------ |
| 1.  | Frankreich | 5   | 4 | 1 | 0 | 0132:1210 | +11   | 9      |
| 2.  | Dänemark   | 5   | 4 | 0 | 1 | 0136:1110 | +25   | 8      |
| 3.  | Russland   | 5   | 3 | 1 | 1 | 0136:1290 | +7    | 7      |
| 4.  | Montenegro | 5   | 1 | 1 | 3 | 0122:1270 | −5    | 3      |
| 5.  | Spanien    | 5   | 0 | 2 | 3 | 0120:1400 | −20   | 2      |
| 6.  | Schweden   | 5   | 0 | 1 | 4 | 0121:1390 | −18   | 1      |

| 10. Dezember 2020 18:15 Uhr | Montenegro                | 23:24                          | Russland                                        | Jyske Bank Boxen, Herning Schiedsrichter: Antić / Jakovljević |
| 10. Dezember 2020 18:15 Uhr | meiste Tore: Despotović 7 | (13:13)                        | meiste Tore: Wedjochina, Samochina, Fomina je 4 | Jyske Bank Boxen, Herning Schiedsrichter: Antić / Jakovljević |
| 10. Dezember 2020 18:15 Uhr | Strafen: 1× 3×            | Spielbericht \| Spielstatistik | Strafen: 1× 3×                                  | Jyske Bank Boxen, Herning Schiedsrichter: Antić / Jakovljević |

| 10. Dezember 2020 20:30 Uhr | Frankreich               | 26:25                          | Spanien               | Jyske Bank Boxen, Herning Schiedsrichter: Lidacka / Lesiak |
| 10. Dezember 2020 20:30 Uhr | meiste Tore: Lacrabère 5 | (16:10)                        | meiste Tore: Martín 9 | Jyske Bank Boxen, Herning Schiedsrichter: Lidacka / Lesiak |
| 10. Dezember 2020 20:30 Uhr | Strafen: 1× 3×           | Spielbericht \| Spielstatistik | Strafen: 1× 3×        | Jyske Bank Boxen, Herning Schiedsrichter: Lidacka / Lesiak |

| 11. Dezember 2020 18:15 Uhr | Frankreich                                  | 28:28                          | Russland                                                       | Jyske Bank Boxen, Herning Schiedsrichter: V. Sá / M. Sá |
| 11. Dezember 2020 18:15 Uhr | meiste Tore: Sercien-Ugolin, Nze Minko je 5 | (16:19)                        | meiste Tore: Bobrownikowa, Managarowa, Skorobogattschenko je 5 | Jyske Bank Boxen, Herning Schiedsrichter: V. Sá / M. Sá |
| 11. Dezember 2020 18:15 Uhr | Strafen: 2× 5×                              | Spielbericht \| Spielstatistik | Strafen: 3× 4×                                                 | Jyske Bank Boxen, Herning Schiedsrichter: V. Sá / M. Sá |

| 11. Dezember 2020 20:30 Uhr | Dänemark                | 24:22                          | Schweden                       | Jyske Bank Boxen, Herning Schiedsrichter: Kijauskalte / Žaliene |
| 11. Dezember 2020 20:30 Uhr | meiste Tore: Tranborg 6 | (13:12)                        | meiste Tore: Thorleifsdóttir 4 | Jyske Bank Boxen, Herning Schiedsrichter: Kijauskalte / Žaliene |
| 11. Dezember 2020 20:30 Uhr | Strafen: 1× 5×          | Spielbericht \| Spielstatistik | Strafen: 1× 5×                 | Jyske Bank Boxen, Herning Schiedsrichter: Kijauskalte / Žaliene |

| 13. Dezember 2020 18:15 Uhr | Montenegro                | 31:25                          | Schweden             | Jyske Bank Boxen, Herning Schiedsrichter: Lidacka / Lesiak |
| 13. Dezember 2020 18:15 Uhr | meiste Tore: Radičević 11 | (16:10)                        | meiste Tore: Blohm 8 | Jyske Bank Boxen, Herning Schiedsrichter: Lidacka / Lesiak |
| 13. Dezember 2020 18:15 Uhr | Strafen: 2× 3×            | Spielbericht \| Spielstatistik | Strafen: 3×          | Jyske Bank Boxen, Herning Schiedsrichter: Lidacka / Lesiak |

| 13. Dezember 2020 20:30 Uhr | Dänemark           | 34:24                          | Spanien                        | Jyske Bank Boxen, Herning Schiedsrichter: Năstase / Stancu |
| 13. Dezember 2020 20:30 Uhr | meiste Tore: Rej 6 | (17:10)                        | meiste Tore: Fernández Fraga 4 | Jyske Bank Boxen, Herning Schiedsrichter: Năstase / Stancu |
| 13. Dezember 2020 20:30 Uhr | Strafen: 4×        | Spielbericht \| Spielstatistik | Strafen: 4×                    | Jyske Bank Boxen, Herning Schiedsrichter: Năstase / Stancu |

| 15. Dezember 2020 16:00 Uhr | Montenegro               | 26:26                          | Spanien             | Jyske Bank Boxen, Herning Schiedsrichter: Kijauskalte / Žaliene |
| 15. Dezember 2020 16:00 Uhr | meiste Tore: Radičević 7 | (11:17)                        | meiste Tore: Pena 6 | Jyske Bank Boxen, Herning Schiedsrichter: Kijauskalte / Žaliene |
| 15. Dezember 2020 16:00 Uhr | Strafen: 1× 2×           | Spielbericht \| Spielstatistik | Strafen: 1× 3×      | Jyske Bank Boxen, Herning Schiedsrichter: Kijauskalte / Žaliene |

| 15. Dezember 2020 18:15 Uhr | Frankreich               | 31:25                          | Schweden               | Jyske Bank Boxen, Herning Schiedsrichter: Antić / Jakovljević |
| 15. Dezember 2020 18:15 Uhr | meiste Tore: Nze Minko 6 | (14:14)                        | meiste Tore: Gulldén 5 | Jyske Bank Boxen, Herning Schiedsrichter: Antić / Jakovljević |
| 15. Dezember 2020 18:15 Uhr | Strafen: 1×              | Spielbericht \| Spielstatistik | Strafen: 2× 1×         | Jyske Bank Boxen, Herning Schiedsrichter: Antić / Jakovljević |

| 15. Dezember 2020 20:30 Uhr | Dänemark               | 30:23                          | Russland                  | Jyske Bank Boxen, Herning Schiedsrichter: Mitrović / Kažanegra |
| 15. Dezember 2020 20:30 Uhr | meiste Tore: Højlund 7 | (13:9)                         | meiste Tore: Dmitrijewa 9 | Jyske Bank Boxen, Herning Schiedsrichter: Mitrović / Kažanegra |
| 15. Dezember 2020 20:30 Uhr | Strafen: 2×            | Spielbericht \| Spielstatistik | Strafen: 4×               | Jyske Bank Boxen, Herning Schiedsrichter: Mitrović / Kažanegra |

### Gruppe II
| Pl. | Land        | Sp. | S | U | N | Tore      | Diff. | Punkte |
| --- | ----------- | --- | - | - | - | --------- | ----- | ------ |
| 1.  | Norwegen    | 5   | 5 | 0 | 0 | 0170:1140 | +56   | 10     |
| 2.  | Kroatien    | 5   | 4 | 0 | 1 | 0124:1230 | +1    | 8      |
| 3.  | Niederlande | 5   | 3 | 0 | 2 | 0141:1340 | +7    | 6      |
| 4.  | Deutschland | 5   | 2 | 0 | 3 | 0124:1370 | −13   | 4      |
| 5.  | Ungarn      | 5   | 1 | 0 | 4 | 0118:1400 | −22   | 2      |
| 6.  | Rumänien    | 5   | 0 | 0 | 5 | 0107:1360 | −29   | 0      |

| 10. Dezember 2020 18:15 Uhr | Kroatien                | 25:20                          | Rumänien             | Sydbank Arena, Kolding Schiedsrichter: Alpaidse / Bereskina |
| 10. Dezember 2020 18:15 Uhr | meiste Tore: Blažević 7 | (14:10)                        | meiste Tore: Neagu 6 | Sydbank Arena, Kolding Schiedsrichter: Alpaidse / Bereskina |
| 10. Dezember 2020 18:15 Uhr | Strafen: 1× 4×          | Spielbericht \| Spielstatistik | Strafen: 1× 2×       | Sydbank Arena, Kolding Schiedsrichter: Alpaidse / Bereskina |

| 10. Dezember 2020 20:30 Uhr | Niederlande              | 25:32                          | Norwegen            | Sydbank Arena, Kolding Schiedsrichter: Christidi / Papamattheou |
| 10. Dezember 2020 20:30 Uhr | meiste Tore: Malestein 5 | (10:16)                        | meiste Tore: Mørk 8 | Sydbank Arena, Kolding Schiedsrichter: Christidi / Papamattheou |
| 10. Dezember 2020 20:30 Uhr | Strafen: 4× 5×           | Spielbericht \| Spielstatistik | Strafen: 1× 2×      | Sydbank Arena, Kolding Schiedsrichter: Christidi / Papamattheou |

| 12. Dezember 2020 16:00 Uhr | Ungarn                 | 25:32                          | Deutschland         | Sydbank Arena, Kolding Schiedsrichter: Christiansen / Hansen |
| 12. Dezember 2020 16:00 Uhr | meiste Tore: Klujber 8 | (11:13)                        | meiste Tore: Bölk 5 | Sydbank Arena, Kolding Schiedsrichter: Christiansen / Hansen |
| 12. Dezember 2020 16:00 Uhr | Strafen: 1×            | Spielbericht \| Spielstatistik | Strafen: 3×         | Sydbank Arena, Kolding Schiedsrichter: Christiansen / Hansen |

| 12. Dezember 2020 18:15 Uhr | Kroatien                 | 25:36                          | Norwegen               | Sydbank Arena, Kolding Schiedsrichter: C. Bonaventura / J. Bonaventura |
| 12. Dezember 2020 18:15 Uhr | meiste Tore: Mičijević 7 | (14:15)                        | meiste Tore: Reistad 7 | Sydbank Arena, Kolding Schiedsrichter: C. Bonaventura / J. Bonaventura |
| 12. Dezember 2020 18:15 Uhr | Strafen: 1× 5×           | Spielbericht \| Spielstatistik |                        | Sydbank Arena, Kolding Schiedsrichter: C. Bonaventura / J. Bonaventura |

| 14. Dezember 2020 18:15 Uhr | Niederlande            | 28:27                          | Deutschland                              | Sydbank Arena, Kolding Schiedsrichter: Alpaidse / Bereskina |
| 14. Dezember 2020 18:15 Uhr | meiste Tore: Abbingh 8 | (14:15)                        | meiste Tore: Behnke, Naidzinavicius je 4 | Sydbank Arena, Kolding Schiedsrichter: Alpaidse / Bereskina |
| 14. Dezember 2020 18:15 Uhr | Strafen: 1×            | Spielbericht \| Spielstatistik | Strafen: 1× 6×                           | Sydbank Arena, Kolding Schiedsrichter: Alpaidse / Bereskina |

| 14. Dezember 2020 20:30 Uhr | Ungarn                 | 26:24                          | Rumänien              | Sydbank Arena, Kolding Schiedsrichter: Mitrović / Kažanegra |
| 14. Dezember 2020 20:30 Uhr | meiste Tore: Schatzl 7 | (13:14)                        | meiste Tore: Ostase 8 | Sydbank Arena, Kolding Schiedsrichter: Mitrović / Kažanegra |
| 14. Dezember 2020 20:30 Uhr | Strafen: 1× 2×         | Spielbericht \| Spielstatistik | Strafen: 3×           | Sydbank Arena, Kolding Schiedsrichter: Mitrović / Kažanegra |

| 15. Dezember 2020 16:00 Uhr | Niederlande                 | 35:24                          | Rumänien             | Sydbank Arena, Kolding Schiedsrichter: V. Sá / M. Sá |
| 15. Dezember 2020 16:00 Uhr | meiste Tore: van Wetering 8 | (16:12)                        | meiste Tore: Laslo 7 | Sydbank Arena, Kolding Schiedsrichter: V. Sá / M. Sá |
| 15. Dezember 2020 16:00 Uhr | Strafen: 1× 3×              | Spielbericht \| Spielstatistik | Strafen: 2× 1×       | Sydbank Arena, Kolding Schiedsrichter: V. Sá / M. Sá |

| 15. Dezember 2020 18:15 Uhr | Kroatien               | 23:20                          | Deutschland            | Sydbank Arena, Kolding Schiedsrichter: Christiansen / Hansen |
| 15. Dezember 2020 18:15 Uhr | meiste Tore: Debelić 6 | (12:12)                        | meiste Tore: Maidhof 9 | Sydbank Arena, Kolding Schiedsrichter: Christiansen / Hansen |
| 15. Dezember 2020 18:15 Uhr | Strafen: 1× 5×         | Spielbericht \| Spielstatistik | Strafen: 1× 5×         | Sydbank Arena, Kolding Schiedsrichter: Christiansen / Hansen |

| 15. Dezember 2020 20:30 Uhr | Ungarn                   | 21:32                          | Norwegen            | Sydbank Arena, Kolding Schiedsrichter: Christidi / Papamattheou |
| 15. Dezember 2020 20:30 Uhr | meiste Tore: Kovacsics 7 | (9:17)                         | meiste Tore: Mørk 7 | Sydbank Arena, Kolding Schiedsrichter: Christidi / Papamattheou |
| 15. Dezember 2020 20:30 Uhr | Strafen: 3×              | Spielbericht \| Spielstatistik | Strafen: 1×         | Sydbank Arena, Kolding Schiedsrichter: Christidi / Papamattheou |

## Finalspiele

### Übersicht
| Halbfinale | Halbfinale | Halbfinale |  |  | Finale           | Finale      | Finale   |
|            |            |            |  |  |                  |             |          |
| A1         | Frankreich | 30         |  |  |                  |             |          |
| C1         | Kroatien   | 19         |  |  | Endspiel         | Endspiel    | Endspiel |
|            |            |            |  |  | A1               | Frankreich  | 20       |
|            |            |            |  |  | D1               | Norwegen    | 22       |
| D1         | Norwegen   | 27         |  |  |                  |             |          |
| A2         | Dänemark   | 24         |  |  |                  |             |          |
|            |            |            |  |  | Spiel um Platz 3 |             |          |
|            |            |            |  |  | C1               | Kroatien    | 25       |
|            |            |            |  |  | A2               | Dänemark    | 19       |
|            |            |            |  |  |                  |             |          |
|            |            |            |  |  | Spiel um Platz 5 |             |          |
|            |            |            |  |  | B1               | Russland    | 33       |
|            |            |            |  |  | C3               | Niederlande | 27       |
|            |            |            |  |  |                  |             |          |

### Spiel um Platz 5
| 18. Dezember 2020 15:30 Uhr | Russland                  | 33:27                          | Niederlande             | Jyske Bank Boxen, Herning Schiedsrichter: V. Sá / M. Sá |
| 18. Dezember 2020 15:30 Uhr | meiste Tore: Wedjochina 6 | (18:13)                        | meiste Tore: Abbingh 10 | Jyske Bank Boxen, Herning Schiedsrichter: V. Sá / M. Sá |
| 18. Dezember 2020 15:30 Uhr | Strafen: 2× 3×            | Spielbericht \| Spielstatistik | Strafen: 2× 3×          | Jyske Bank Boxen, Herning Schiedsrichter: V. Sá / M. Sá |

### Halbfinale
| 18. Dezember 2020 18:00 Uhr | Frankreich                                             | 30:19                          | Kroatien                                  | Jyske Bank Boxen, Herning Schiedsrichter: Christiansen / Hansen |
| 18. Dezember 2020 18:00 Uhr | meiste Tore: Zaadi, Niakaté, Nze Minko, Lacrabère je 4 | (15:5)                         | meiste Tore: Krsnik, Ježić, Blažević je 3 | Jyske Bank Boxen, Herning Schiedsrichter: Christiansen / Hansen |
| 18. Dezember 2020 18:00 Uhr | Strafen: 1×                                            | Spielbericht \| Spielstatistik | Strafen: 1× 2×                            | Jyske Bank Boxen, Herning Schiedsrichter: Christiansen / Hansen |

| 18. Dezember 2020 20:30 Uhr | Norwegen            | 27:24                          | Dänemark           | Jyske Bank Boxen, Herning Schiedsrichter: Năstase / Stancu |
| 18. Dezember 2020 20:30 Uhr | meiste Tore: Mørk 6 | (10:13)                        | meiste Tore: Rej 7 | Jyske Bank Boxen, Herning Schiedsrichter: Năstase / Stancu |
| 18. Dezember 2020 20:30 Uhr | Strafen: 1×         | Spielbericht \| Spielstatistik | Strafen: 2× 3×     | Jyske Bank Boxen, Herning Schiedsrichter: Năstase / Stancu |

### Spiel um Platz 3
| 20. Dezember 2020 15:30 Uhr | Kroatien                            | 25:19                          | Dänemark                           | Jyske Bank Boxen, Herning Schiedsrichter: Mitrović / Kažanegra |
| 20. Dezember 2020 15:30 Uhr | meiste Tore: S. Posavec, Ježić je 5 | (11:11)                        | meiste Tore: Hansen, Tranborg je 4 | Jyske Bank Boxen, Herning Schiedsrichter: Mitrović / Kažanegra |
| 20. Dezember 2020 15:30 Uhr | Strafen: 1×                         | Spielbericht \| Spielstatistik | Strafen: 1× 2×                     | Jyske Bank Boxen, Herning Schiedsrichter: Mitrović / Kažanegra |

### Finale
| 20. Dezember 2020 18:00 Uhr | Frankreich           | 20:22                          | Norwegen                                      | Jyske Bank Boxen, Herning Schiedsrichter: Alpaidse / Bereskina |
| 20. Dezember 2020 18:00 Uhr | meiste Tore: Foppa 5 | (10:14)                        | meiste Tore: Mørk, Kristiansen, Skogrand je 4 | Jyske Bank Boxen, Herning Schiedsrichter: Alpaidse / Bereskina |
| 20. Dezember 2020 18:00 Uhr | Strafen: 3× 1×       | Spielbericht \| Spielstatistik | Strafen: 3×                                   | Jyske Bank Boxen, Herning Schiedsrichter: Alpaidse / Bereskina |

## Schiedsrichterinnen
Die EHF hatte im Oktober 2020 die Schiedsrichterinnen für die Frauen-Europameisterschaft nominiert. Dabei kamen zum ersten Mal in der Geschichte des Turniers nur weibliche Schiedsrichtergespanne zum Einsatz. Folgende Schiedsrichterinnenpaare sind zum Einsatz gekommen:
| Land         | Name                   | Einsätze                                                | Einsätze                      | Einsätze           |
| Land         | Name                   | Vorrunde (Gruppe/Spiel)                                 | Hauptrunde (Gruppe/Spiel)     | Finalspiele        |
| ------------ | ---------------------- | ------------------------------------------------------- | ----------------------------- | ------------------ |
| Dänemark     | Karina Christiansen    | D / POL – ROU C / CRO – NED C / SRB – CRO               | II / HUN – GER II / CRO – GER | HF 1 / FRA – CRO   |
| Dänemark     | Line Hesseldahl Hansen | D / POL – ROU C / CRO – NED C / SRB – CRO               | II / HUN – GER II / CRO – GER | HF 1 / FRA – CRO   |
| Frankreich   | Charlotte Bonaventura  | D / ROU – GER C / SRB – HUN C / NED – HUN               | II / CRO – NOR                |                    |
| Frankreich   | Julie Bonaventura      | D / ROU – GER C / SRB – HUN C / NED – HUN               | II / CRO – NOR                |                    |
| Griechenland | Ioanna Christidi       | D / NOR – POL A / SLO – FRA B / RUS – SWE               | II / NED – NOR II / HUN – NOR |                    |
| Griechenland | Ioanna Papamattheou    | D / NOR – POL A / SLO – FRA B / RUS – SWE               | II / NED – NOR II / HUN – NOR |                    |
| Litauen      | Viktorija Kijauskaite  |                                                         | I / DEN – SWE I / MNE – ESP   |                    |
| Litauen      | Aušra Žaliene          |                                                         | I / DEN – SWE I / MNE – ESP   |                    |
| Montenegro   | Jelena Mitrović        | C / HUN – CRO D / GER – NOR D / ROU – NOR               | II / HUN – ROU I / DEN – RUS  | P3 / L HF 1 – HF 2 |
| Montenegro   | Anđelina Kažanegra     | C / HUN – CRO D / GER – NOR D / ROU – NOR               | II / HUN – ROU I / DEN – RUS  | P3 / L HF 1 – HF 2 |
| Polen        | Malgorzata Lidacka     |                                                         | I / FRA – ESP I / MNE – SWE   |                    |
| Polen        | Urszula Lesiak         |                                                         | I / FRA – ESP I / MNE – SWE   |                    |
| Portugal     | Vânia Sá               | A / FRA – MNE B / CZE – RUS A / MNE – SLO               | I / FRA – RUS II / NED – ROU  | P5 / RUS – NED     |
| Portugal     | Marta Sá               | A / FRA – MNE B / CZE – RUS A / MNE – SLO               | I / FRA – RUS II / NED – ROU  | P5 / RUS – NED     |
| Rumänien     | Cristina Năstase       | B / RUS – ESP B / ESP – SWE A / MNE – DEN A / FRA – DEN | I / DEN – ESP                 | HF 2 / NOR – DEN   |
| Rumänien     | Simona Stancu          | B / RUS – ESP B / ESP – SWE A / MNE – DEN A / FRA – DEN | I / DEN – ESP                 | HF 2 / NOR – DEN   |
| Russland     | Wiktorija Alpaidse     | C / NED – SRB D / GER – POL                             | II / CRO – ROU II / NED – GER | F / W HF 1 – HF 2  |
| Russland     | Tatjana Bereskina      | C / NED – SRB D / GER – POL                             | II / CRO – ROU II / NED – GER | F / W HF 1 – HF 2  |
| Serbien      | Vanja Antić            | B / SWE – CZE A / DEN – SLO B / ESP – CZE               | I / MNE – RUS I / FRA – SWE   |                    |
| Serbien      | Jelena Jakovljević     | B / SWE – CZE A / DEN – SLO B / ESP – CZE               | I / MNE – RUS I / FRA – SWE   |                    |

## Statistiken

### Torschützinnenliste
| Rang                                           | Spieler              | Tore | Würfe | Quote | 7-m-Tore | 7-m-Würfe | Spiele |
| ---------------------------------------------- | -------------------- | ---- | ----- | ----- | -------- | --------- | ------ |
| 1.                                             | Nora Mørk            | 52   | 70    | 74    | 29       | 35        | 8      |
| 2.                                             | Jovanka Radičević    | 39   | 58    | 67    | 19       | 21        | 6      |
| 3.                                             | Lois Abbingh         | 35   | 67    | 52    | 15       | 21        | 7      |
| 3.                                             | Ćamila Mičijević     | 35   | 67    | 52    |          |           | 8      |
| 5.                                             | Mia Rej              | 33   | 49    | 67    | 9        | 10        | 8      |
| 5.                                             | Camilla Herrem       | 33   | 47    | 70    |          |           | 8      |
| 7.                                             | Carmen Martín        | 32   | 45    | 71    | 19       | 22        | 6      |
| 8.                                             | Alexandra Lacrabère  | 31   | 45    | 69    | 16       | 23        | 8      |
| 8.                                             | Stine Bredal Oftedal | 31   | 59    | 53    |          |           | 8      |
| 10.                                            | Katrin Klujber       | 30   | 52    | 58    | 14       | 18        | 6      |
|                                                |                      |      |       |       |          |           |        |
| 22.                                            | Julia Maidhof        | 24   | 46    | 52    | 8        | 11        | 6      |
| Quelle: ehf-euro.com, Stand: 20. Dezember 2020 |                      |      |       |       |          |           |        |

### Torhüterinnenliste
| Rang                                           | Spieler                 | Quote | Paraden | Würfe | Spiele |
| ---------------------------------------------- | ----------------------- | ----- | ------- | ----- | ------ |
| 1.                                             | Silje Solberg           | 41    | 36      | 88    | 4      |
| 2.                                             | Cléopâtre Darleux       | 38    | 41      | 107   | 7      |
| 2.                                             | Katrine Lunde Haraldsen | 38    | 45      | 119   | 6      |
| 2.                                             | Branka Zec              | 38    | 13      | 34    | 3      |
| 5.                                             | Petra Kudláčková        | 36    | 42      | 116   | 3      |
| 5.                                             | Tea Pijević             | 36    | 79      | 221   | 8      |
| 7.                                             | Althea Reinhardt        | 35    | 24      | 69    | 8      |
| 7.                                             | Sandra Toft             | 35    | 75      | 214   | 8      |
| 9.                                             | Denisa Dedu             | 34    | 30      | 87    | 5      |
| 10.                                            | Iulia Dumanska          | 32    | 34      | 105   | 6      |
| 10.                                            | Amandine Leynaud        | 32    | 50      | 157   | 8      |
|                                                |                         |       |         |       |        |
| 12.                                            | Dinah Eckerle           | 30    | 51      | 172   | 6      |
| Quelle: ehf-euro.com, Stand: 20. Dezember 2020 |                         |       |         |       |        |

### Team-Fair-Play
| Platz | Team        | Spiele | Disqualifikation | Disqualifikation | Disqualifikation |           |       | Punkte | Punkte |
| Platz | Team        | Spiele |                  |                  | 3× =             | pro Spiel | Summe |        |        |
| --- | ----------- | ------ | ---------------- | ---------------- | ---------------- | --------- | ----- | ------ | ------ |
| 1. | Norwegen    | 8      |                  |                  |                  | 18        | 3     | 4,9    | 39     |
| 2. | Ungarn      | 6      |                  |                  |                  | 13        | 5     | 5,2    | 31     |
| 3. | Serbien     | 3      |                  |                  |                  | 7         | 2     | 5,3    | 16     |
| 4. | Rumänien    | 6      |                  |                  |                  | 17        | 4     | 6,3    | 38     |
| 5. | Montenegro  | 6      |                  |                  |                  | 17        | 7     | 6,8    | 41     |
| 6. | Dänemark    | 8      |                  |                  |                  | 25        | 6     | 7,0    | 56     |
| 7. | Frankreich  | 8      |                  |                  | 1                | 26        | 7     | 7,9    | 63     |
| 8. | Tschechien  | 3      |                  |                  |                  | 10        | 4     | 8,0    | 24     |
| 8. | Niederlande | 7      |                  |                  |                  | 22        | 12    | 8,0    | 56     |
| 10. | Russland    | 7      |                  |                  |                  | 24        | 9     | 8,1    | 57     |
| 11. | Slowenien   | 3      |                  |                  |                  | 12        | 2     | 8,7    | 26     |
| 12. | Schweden    | 6      |                  |                  |                  | 22        | 9     | 8,8    | 53     |
| 13. | Deutschland | 6      |                  |                  |                  | 27        | 4     | 9,7    | 58     |
| 13. | Polen       | 3      |                  |                  |                  | 12        | 5     | 9,7    | 29     |
| 15. | Kroatien    | 8      | 1                |                  | 1                | 28        | 8     | 10,4   | 83     |
| 16. | Spanien     | 6      |                  | 1                |                  | 24        | 6     | 11,5   | 69     |
| = 1 Punkt, = 2 Punkte, wegen 3× = 4 Punkte, direkte = 15 Punkte. werden bei der EHF als geführt, hier wegen Transparenz separat. |             |        |                  |                  |                  |           |       |        |        |
| Quelle: ehf-euro.com, Stand: 20. Dezember 2020                                                                                   |             |        |                  |                  |                  |           |       |        |        |

## Allstar-Team
| Position               | Name                  | Land       |
| ---------------------- | --------------------- | ---------- |
| Tor:                   | Sandra Toft           | Dänemark   |
| Linksaußen:            | Camilla Herrem        | Norwegen   |
| Rückraum links:        | Wladlena Bobrownikowa | Russland   |
| Rückraum Mitte:        | Stine Bredal Oftedal  | Norwegen   |
| Rückraum rechts:       | Nora Mørk             | Norwegen   |
| Rechtsaußen:           | Jovanka Radičević     | Montenegro |
| Kreis:                 | Ana Debelić           | Kroatien   |
| Wertvollste Spielerin: | Estelle Nze Minko     | Frankreich |
| Beste Abwehrspielerin: | Line Haugsted         | Dänemark   |

## Aufgebote
| Norwegen | Frankreich | Kroatien |
| Katrine Lunde Haraldsen Silje Solberg Rikke Marie Granlund Emily Stang Sando Henny Reistad Emilie Hegh Arntzen Veronica Kristiansen Marit Malm Frafjord Heidi Løke Stine Skogrand Nora Mørk Stine Bredal Oftedal Malin Aune Kari Brattset Sanna Solberg Kristine Breistøl Marta Tomac Marit Røsberg Jacobsen Camilla Herrem | Laura Glauser Cléopâtre Darleux Amandine Leynaud Siraba Dembélé Chloé Valentini Estelle Nze Minko Orlane Kanor Kalidiatou Niakaté Béatrice Edwige Pauletta Foppa Méline Nocandy Grâce Zaadi Aïssatou Kouyaté Alexandra Lacrabère Océane Sercien-Ugolin Pauline Coatanea Laura Flippes | Tea Pijević Lucija Bešen Paula Posavec Andrea Šimara Tena Japundža Josipa Mamić Katarina Ježić Ana Debelić Ćamila Mičijević Marijeta Vidak Kristina Prkačin Larissa Kalaus Dora Kalaus Stela Posavec Valentina Blažević Dora Krsnik Dejana Milosavljević |
| Þórir Hergeirsson (Trainer) | Olivier Krumbholz (Trainer) | Nenad Šoštarić (Trainer) |